# Miamisburg, Ohio
Miamisburg là một thành phố thuộc quận Montgomery, tiểu bang Ohio, Hoa Kỳ. Năm 2010, dân số của thành phố này là 20181 người.

## Dân số
- Dân số năm 2000: 19489 người.
- Dân số năm 2010: 20181 người.